# Oxytropis tilingii
Oxytropis tilingii är en ärtväxtart som beskrevs av Aleksandr Andrejevitj Bunge. Oxytropis tilingii ingår i släktet klovedlar, och familjen ärtväxter. Inga underarter finns listade i Catalogue of Life.